# الکس مونیوس
الکس مونیوس (انگلیسی: Álex Muñoz؛ زادهٔ ۳۰ ژوئیهٔ ۱۹۹۴) بازیکن فوتبال اهل اسپانیا است.
از باشگاه‌هایی که در آن بازی کرده‌است می‌توان به باشگاه فوتبال هرکولس و باشگاه فوتبال رئال ساراگوسا اشاره کرد.